# Arecibo
Arecibo is een havenstad aan de noordkust van het Amerikaanse unincorporated territory Puerto Rico op ongeveer 80 kilometer ten westen van San Juan. De stad draagt de bijnamen "Diamant van het Noorden" (El Diamante Del Norte), "De Oever van Arecibo" (La Ribera del Arecibo) en "De Villa van Kapitein Correa" (La Villa del Capitán Correa ), waarbij de laatste naam verwijst naar de Puerto Ricaanse held kapitein Antonio de los Reyes Correa, die met het Spaanse Leger de stad verdedigde tegen een Britse invasie onder leiding van de Britse admiraal Whelstone op 5 augustus 1702. Op ongeveer 10 kilometer ten westen van de stad bevindt zich de gelijknamige grootste radiotelescoop ter wereld.
Tevens vormt Arecibo een van de 78 gemeenten (municipio) van het eiland. De gemeente heeft een landoppervlakte van 326 km² (waarmee het de grootste stad in oppervlak van het eiland is) en telt 100.131 inwoners (volkstelling 2000). Het aantal inwoners van de stad zelf werd vastgesteld op 49.318. Volgens het United States Census Bureau beslaat de plaats een oppervlakte van 46,3 km², waarvan 40,0 km² land en 6,3 km² water. Arecibo ligt op ongeveer 26 m boven zeeniveau.
Arecibo werd gesticht in 1556 als de derde Spaanse stad op het eiland, na Caparra (nu San Juan) en San Germán. De plaats is vernoemd naar de Taíno-cacique Xamaica Arasibo, die toen de Taíno-yucayeke bestuurde, die toen de naam Abacoa droeg. Op 1 mei 1616 kreeg de plaats formeel de status van stad onder het gouvernementschap van kapitein Felipe de Beaumont y Navarra, op het moment dat de koning van Spanje het land (alsook de daar levende Tainos) schonk aan Lope Conchillos.

## Plaatsen in de nabije omgeving
De onderstaande figuur toont nabijgelegen plaatsen in een straal van 44 km rond Arecibo.
Adjuntas
· Aguada
· Aguadilla
· Aguas Buenas
· Aibonito
· Añasco
· Arecibo
· Arroyo
· Barceloneta
· Barranquitas
· Bayamón
· Cabo Rojo
· Caguas
· Camuy
· Canóvanas
· Carolina 
· Cataño
· Cayey 
· Ceiba 
· Ciales
· Cidra 
· Coamo 
· Comerío
· Corozal 
· Culebra 
· Dorado 
· Fajardo
· Florida 
· Guánica 
· Guayama 
· Guayanilla
· Guaynabo
· Gurabo
· Hatillo
· Hormigueros
· Humacao
· Isabela 
· Jayuya 
· Juana Díaz
· Juncos
· Lajas 
· Lares 
· Las Marías
· Las Piedras
· Loíza
· Luquillo
· Manatí
· Maricao
· Maunabo 
· Mayagüez
· Moca
· Morovis
· Nagüabo 
· Naranjito
· Orocovis
· Patillas 
· Peñuelas 
· Ponce
· Quebradillas
· Rincón
· Río Grande
· Sabana Grande
· Salinas
· San Germán
· San Juan
· San Lorenzo
· San Sebastián
· Santa Isabel
· Toa Alta
· Toa Baja 
· Trujillo Alto
· Utuado
· Vega Alta
· Vega Baja
· Vieques
· Villalba
· Yabucoa
· Yauco